# Pinanga adangensis
Pinanga adangensis es una especie de palmera endémica de la Península Malaya.

## Descripción
Pinanga adangensis, es una delicada palmera que forma agrupaciones. Es originaria de la península malaya, y desarrolla unas elegantes cañas verdes, capiteles de color amarillo brillante y hojas finamente pinnadas. Se desarrolla mejor bajo la bóveda de los bosques tropicales.

## Taxonomía
Pinanga adangensis fue descrita por Henry Nicholas Ridley  y publicado en Journal of the Straits Branch of the Royal Asiatic Society 61: 62, en el año 1912.
Etimología
Pinanga: nombre genérico que es la latinización del nombre vernáculo malayo, pinang aplicado a la palma de betel, Areca catechu y especies de Areca, Pinanga y Nenga en la naturaleza.
adangensis: epíteto